# Halal

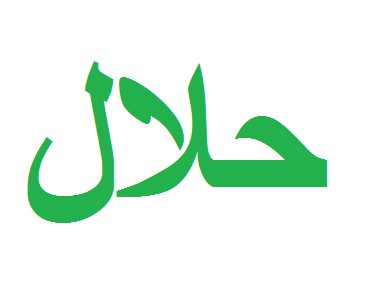
Từ halal bằng tiếng Ả Rập, được sử dụng như một cách đánh dấu trực quan cho người Hồi giáo tại các nhà hàng, cửa hàng và trên các sản phẩm.

Halal (/həˈlɑːl/; tiếng Ả Rập: حلال ḥalāl), có thể viết theo cách khác là halaal, là một từ tiếng Ả Rập có nghĩa là "cho phép hoặc hợp pháp".
Trong văn bản tôn giáo Quran, từ Halal trái nghĩa với Haram (bị cấm).
Chứng nhận Halal là xác nhận rằng sản phẩm nào đó đạt yêu cầu về các thành phần, đủ điều kiện trong sản xuất và đáp ứng Tiêu chuẩn Halal.

## Thực phẩm

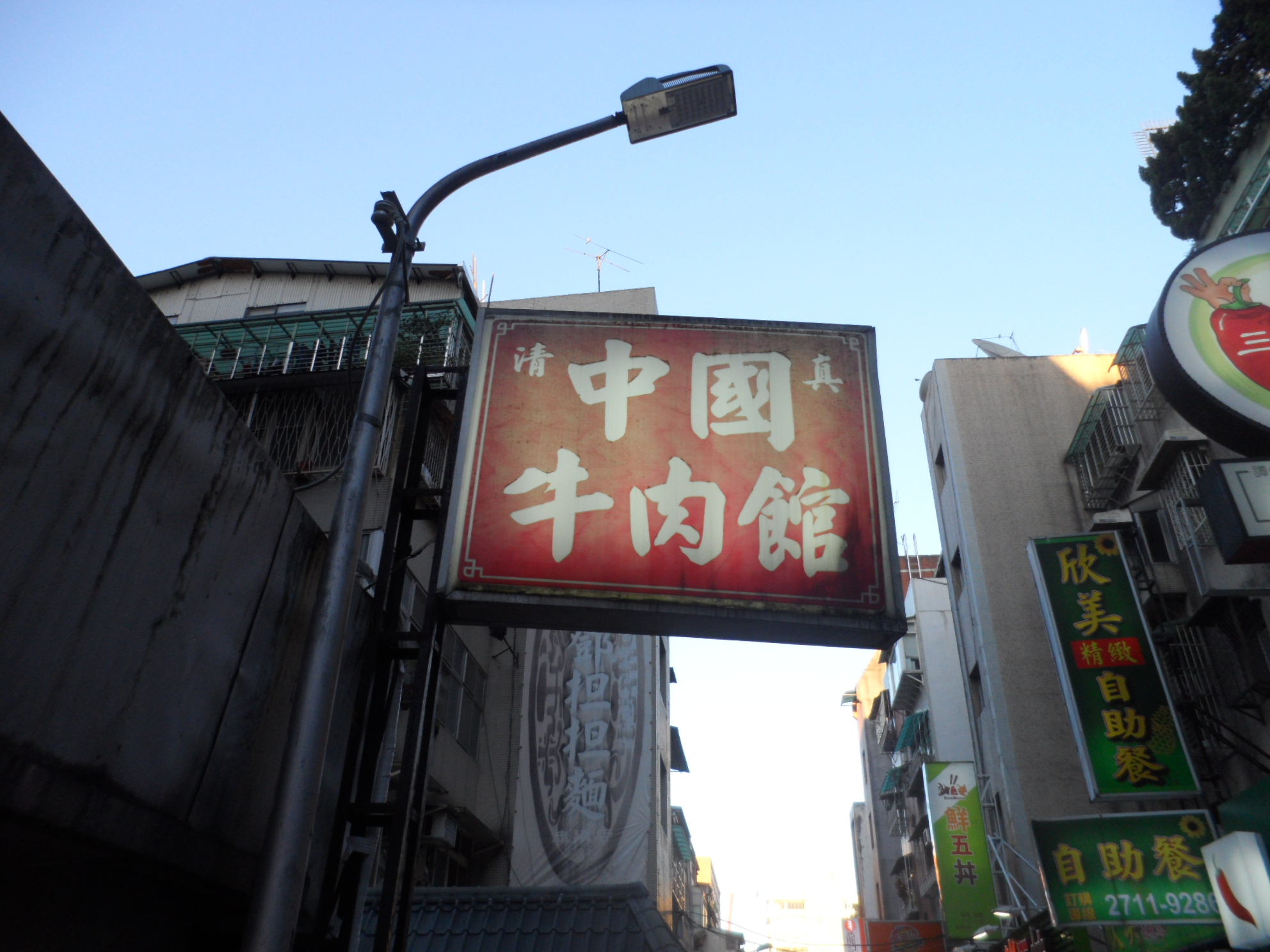
Dấu hiệu halal bằng tiếng Trung (清真) tại một nhà hàng ở Đài Bắc, Đài Loan.

Một số công ty thực phẩm cung cấp các sản phẩm, thực phẩm chế biến theo tiêu chuẩn halal , bao gồm gan ngỗng, nem, gà nugget, ravioli, lasagna, pizza, và thức ăn cho trẻ em. Thức ăn chế biến sẵn hợp tiêu chuẩn Halal là một mặt hàng của lĩnh vực tiêu dùng nhanh đang phát triển của người Hồi giáo ở Anh và Mỹ và ngày càng được nhiều nhà bán lẻ cung cấp. Món chay là halal nếu nó không chứa đồ có cồn.
Ví dụ phổ biến nhất về thực phẩm haram (bị cấm, không phải halal) là thịt lợn. Thịt lợn là loại thịt duy nhất người Hồi giáo không được sử dụng. Các thực phẩm khác "không sạch sẽ" cũng được coi là haram . Các tiêu chí xác định cho các loại thịt khác bao gồm nguồn gốc, nguyên nhân cái chết của động vật và cách chế biến.
Người Hồi giáo cũng phải đảm bảo rằng tất cả các loại thực phẩm (đặc biệt là thực phẩm chế biến sẵn), cũng như các mặt hàng khác như mỹ phẩm và dược phẩm, đều là halal. Thông thường, các sản phẩm này có chứa các sản phẩm phụ từ động vật hoặc các thành phần khác mà người Hồi giáo không được phép ăn hoặc sử dụng trên cơ thể. Thực phẩm không được coi là halal bao gồm máu và các chất kích thích như các đồ uống có cồn.
Người Hồi giáo nếu đói đến mức ảnh hưởng tới tính mạng sẽ được phép ăn thức ăn thông thường nếu không có sẵn thức ăn halal . Ở trên máy bay, người Hồi giáo thường sẽ gọi đồ ăn kosher (nếu không có đồ ăn halal) để đảm bảo món ăn không có bất kỳ thành phần nào của thịt lợn.

### Chứng nhận tiêu chuẩn
Trên toàn cầu, chứng nhận thực phẩm halal đã bị chỉ trích bởi các cá nhân trên phương tiện truyền thông xã hội. Những người chỉ trích cho rằng thực phẩm halal khiến chi phí sản xuất bị tăng thêm. Phát ngôn của Hội đồng Hồi giáo tại Úc (Australian Federation of Islamic Councils) là ông Keysar Trad chia sẻ với báo chí vào tháng 7 năm 2014 rằng những chỉ trích này nhằm để kích động phong trào bài Hồi giáo tại Úc.

### Kinh doanh
Phòng Thương mại và công nghiệp Dubai ước tính giá trị ngành công nghiệp toàn cầu về mua bán thực phẩm halal là 1,1 nghìn tỷ USD trong năm 2013, chiếm 16,6% thị trường thực phẩm và đồ uống toàn cầu, với mức tăng trưởng hàng năm là 6,9%. Các khu vực tăng trưởng mạnh bao gồm Indonesia (197 triệu USD giá trị thị trường trong năm 2012) và Thổ Nhĩ Kỳ (100 triệu USD).
Tại Liên minh Châu Âu, thị trường thực phẩm halal tăng trưởng hàng năm ước tính khoảng 15% và  ước tính trị giá khoảng 30 tỷ USD. Khoảng 8 tỷ USD trong số đó là từ thị trường Pháp.
Các siêu thị tại Pháp có doanh thu từ thực phẩm halal đạt tổng trị giá 210 triệu đô la trong năm 2011, tăng 10,5% so với 5 năm trước. Ở Pháp, thị trường thực phẩm halal thậm chí còn lớn hơn thị trường các loại thực phẩm khác. Chẳng hạn năm 2010, thị trường thực phẩm và đồ uống halal ở Pháp gần gấp đôi so với thực phẩm hữu cơ. Auchan, một chuỗi siêu thị lớn của Pháp, hiện bán 80 sản phẩm thịt được chứng nhận halal, cùng với 30 sản phẩm halal chế biến sẵn và 40 sản phẩm halal đông lạnh. Các nhà hàng và dịch vụ ăn uống cao cấp cũng đã thêm thực phẩm halal vào thực đơn của họ. Ngoài ra, nhiều công ty nước giải khát như Evian đã thêm tem halal trên các sản phẩm của họ để cho thấy rằng nước và đồ uống khác của họ là tinh khiết và không "haram" hoặc bị cấm theo luật Hồi giáo.

## Phương pháp giết mổ

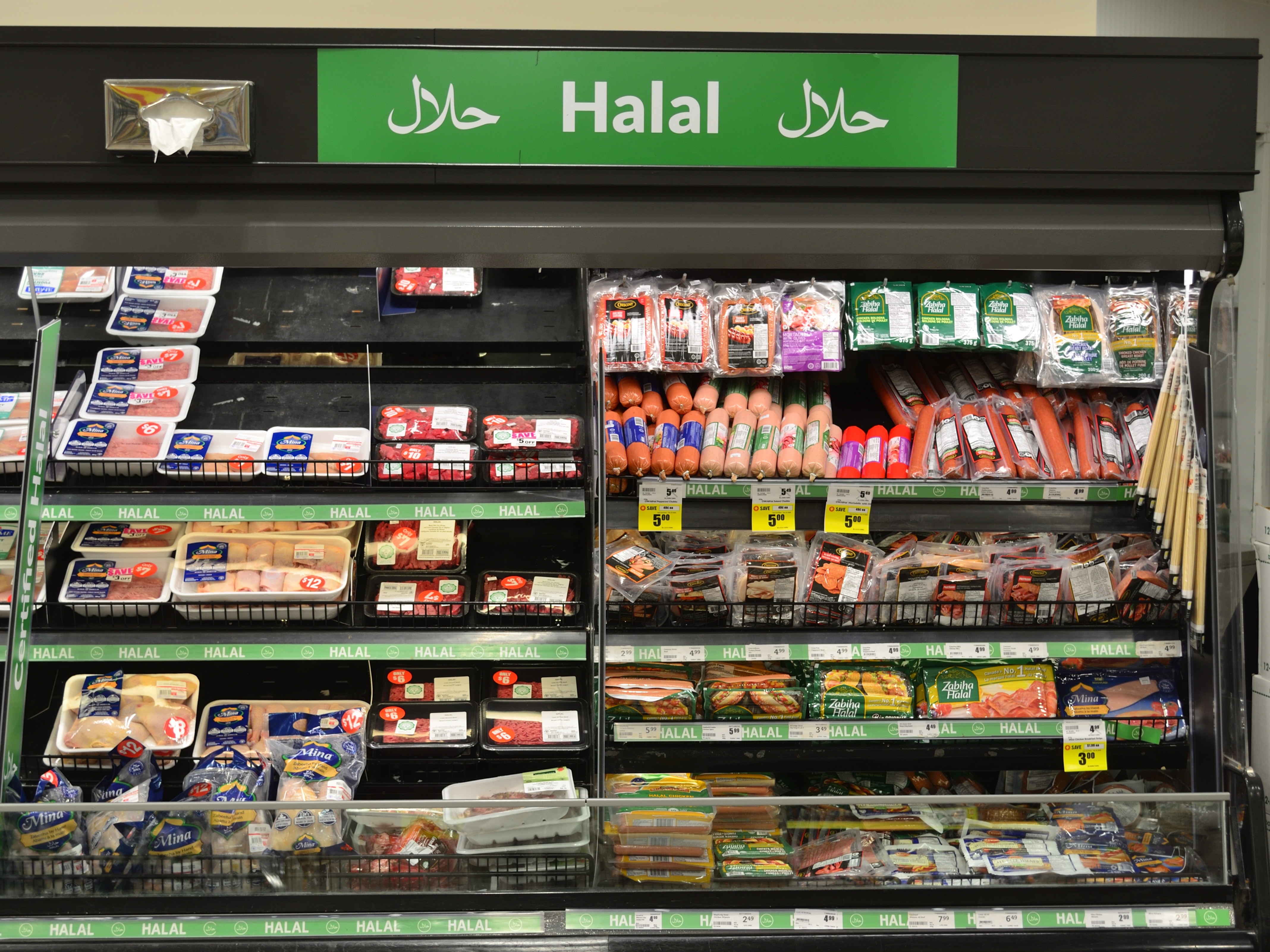
Thịt theo tiêu chuẩn Halal.

Thực phẩm phải đến từ nhà sản xuất tuân theo tiêu chuẩn halal . Dhabīḥah (ذَبِيْحَة) là phương pháp giết mổ quy định đối với tất cả các loại thịt, trừ cá và các sinh vật biển khác, theo luật Hồi giáo. Phương pháp giết mổ động vật này sử dụng một con dao được mài sắc để tạo ra một vết mổ nhanh, sâu cắt phía trước cổ họng, động mạch cảnh, khí quản và tĩnh mạch cổ. Đầu của một con vật bị giết thịt bằng phương pháp halal hướng theo qiblah (hướng của Kaaba mà người Hồi giáo hướng về khi họ cầu nguyện). Ngoài vấn đề hướng ra, khi giết động vật thì người mổ thịt nên nói ra lời cầu nguyện của đạo Hồi Bismillah "basmala" (nhân danh Thánh thần).
Việc giết mổ có thể được thực hiện bởi một người Hồi giáo hoặc một tín đồ của các tôn giáo được gọi là Người của Sách. Máu phải được rút ra từ tĩnh mạch. Carrion (xác động vật chết, chẳng hạn như động vật chết trong tự nhiên) không được phép ăn. Ngoài ra, một con vật đã bị siết cổ, bị đánh đập (đến chết), bị giết bởi một cú ngã, bị húc (đến chết), bị một con thú săn mồi (trừ khi bị con người giết) hoặc bị giết trên bàn bằng đá cũng không được phép.
Con vật có thể bị làm choáng trước khi cắt cổ họng. Số liệu của Cơ quan Tiêu chuẩn Thực phẩm Vương quốc Anh từ năm 2011 cho thấy 84% gia súc, 81% cừu và 88% gà bị giết thịt để lấy thịt 'halal' đã bị choáng trước khi chết.

### Thịt được giết mổ hoặc nấu bởi những người không theo đạo Hồi
Thịt Kosher cũng là thực phẩm người Hồi giáo được phép ăn do sự giống nhau giữa cả hai phương pháp giết mổ và các nguyên tắc tương tự của thịt kosher của người Do Thái.